# Amy Beach

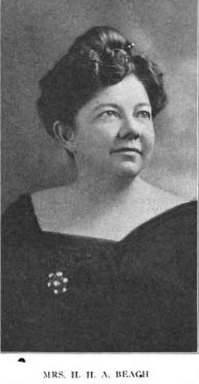
Amy Beach (1917)

Amy Marcy Beach, geborene Cheney; Pseudonym: H.H.A. Beach (* 5. September 1867 in Henniker, New Hampshire; † 27. Dezember 1944, New York City), war eine amerikanische Komponistin, Pianistin und die erste amerikanische Frau, die eine Sinfonie schrieb und somit in eine damals ausgesprochene Männerdomäne einbrach.

## Leben

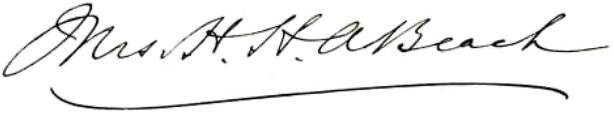
Unterschrift von Amy Beach als „Mrs. H. H. A. Beach“

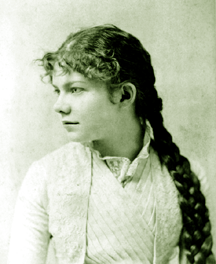
Amy Beach um 1890

Amy Cheney galt als Wunderkind mit einem absoluten Gehör. Bereits mit einem Jahr soll sie 40 verschiedene Melodien aus dem Gedächtnis gesungen haben. Ein Jahr später begann sie, die zweite Stimme zu improvisieren, und brachte sich selbst mit drei Jahren das Lesen bei. Mit vier Jahren begann sie zu komponieren. Ihren ersten Klavierunterricht erhielt sie von ihrer Mutter Clara Imogene Cheney, später von Ernst Perabo und Karl Baermann, einem in die USA ausgewanderten Liszt-Schüler, Sohn des Carl Baermann. 1883, im Alter von 16 Jahren, gab sie ihr Debüt als Pianistin mit Moscheles’ Klavierkonzert in g-Moll. Sie erhielt ihre musiktheoretische Ausbildung bei Junius Welch Hill, bildete sich aber sonst autodidaktisch aus. Auch das Komponieren brachte sie sich autodidaktisch bei. Wie man ein Orchester instrumentiert, lernte sie durch Hector Berlioz’ Buch über die Instrumentationslehre.
Als musikalische Vertreterin der USA auf der Weltausstellung 1893 in Chicago wurde sie in Musikerkreisen und unter den Verfechtern der Frauenemanzipation bekannt. Sie erhielt mehrere Kompositionsaufträge für Weltausstellungen, so 1893, 1898, 1904 und 1915.
Während ihrer Ehe mit dem 25 Jahre älteren Bostoner Arzt Henry Harris Aubrey Beach (1843–1910), den sie 1885 geheiratet hatte, musste sie auf seinen Wunsch ihre Konzertauftritte auf nur einen pro Jahr reduzieren und ihr Honorar an Wohltätigkeitsvereine verschenken. Amy Beach konzentrierte sich auf das Komponieren, durfte ihre Kompositionen aber nur unter dem Pseudonym „Mrs H.H.A. Beach“ veröffentlichen. „H.H.A.“ waren die Initialen ihres Ehemannes.
Nach dem Tod ihres Mannes im Jahr 1910 nahm sie ihre Konzerttätigkeit wieder auf und ging auf eine dreijährige Tournee nach Europa, wo sie Konzerte mit ihren eigenen Klavierwerken gab. 1914 kehrte sie in die USA zurück und verbrachte einige Zeit in der MacDowell Colony in Peterborough in New Hampshire. Seit den 1920er Jahren lebte sie in New York und arbeitete an der St. Bartholomew’s Church in der Park Avenue in Manhattan, der größten Episcopal-Gemeinde der Stadt. Diese Position musste sie 1940 wegen einer Herzkrankheit aufgeben, an der sie 1944 verstarb.
Amy Beach war Mitbegründerin und Vorsitzende (1925 bis 1928) der „Association of American Women Composers“.

## Werk
Amy Beach hat ein umfangreiches Œuvre mit mehr als 300 Werken hinterlassen. Ihr Kompositionsstil lässt sich der Spätromantik zuordnen und ist beeinflusst von folkloristischen Elementen. Amy Beach komponierte Klavierwerke, Lieder, Kammermusik, eine Kammeroper (Cabildo op. 149, 1932) sowie sinfonische Werke und geistliche Musik. Viele Kompositionen von ihr erschienen bereits zu Lebzeiten.
2011 wurden die Klavierwerke in einer Ausgabe von drei CDs bei Guild Records verlegt. Ihre heute bekanntesten Werke sind 
- Symphonie e-Moll „The Gaelic“ op. 32 (1894–1896)
- Konzert für Klavier und Orchester op. 45 (1899)
- Sonate a-Moll für Violine und Klavier op. 34 (1896)
- Pastorale für Bläserquintett op. 151 (1942)
- Messe Es-Dur op. 5 (1890)
- Ferner verschiedene Chormusikwerke und Messen, sowie
- Klavierwerke und andere Kammermusik.

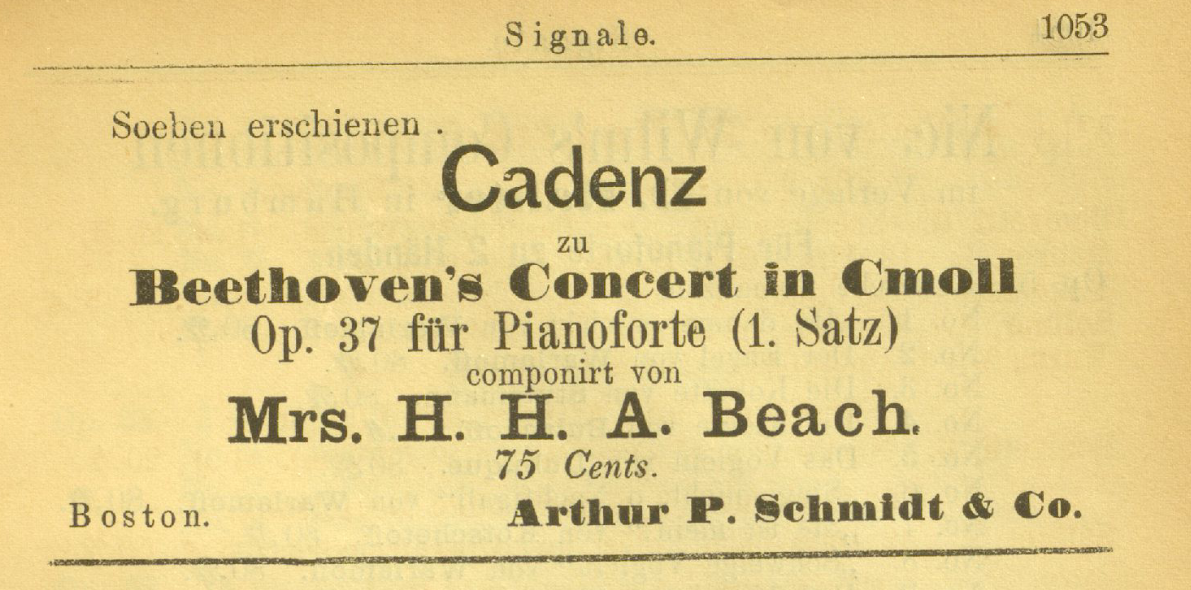
Noten-Anzeige: Beethoven-Kadenz von Amy Beach (Signale 1888, Nr. 66, 46. Jg., S. 1053).